# Mùa hè cùng Chopin

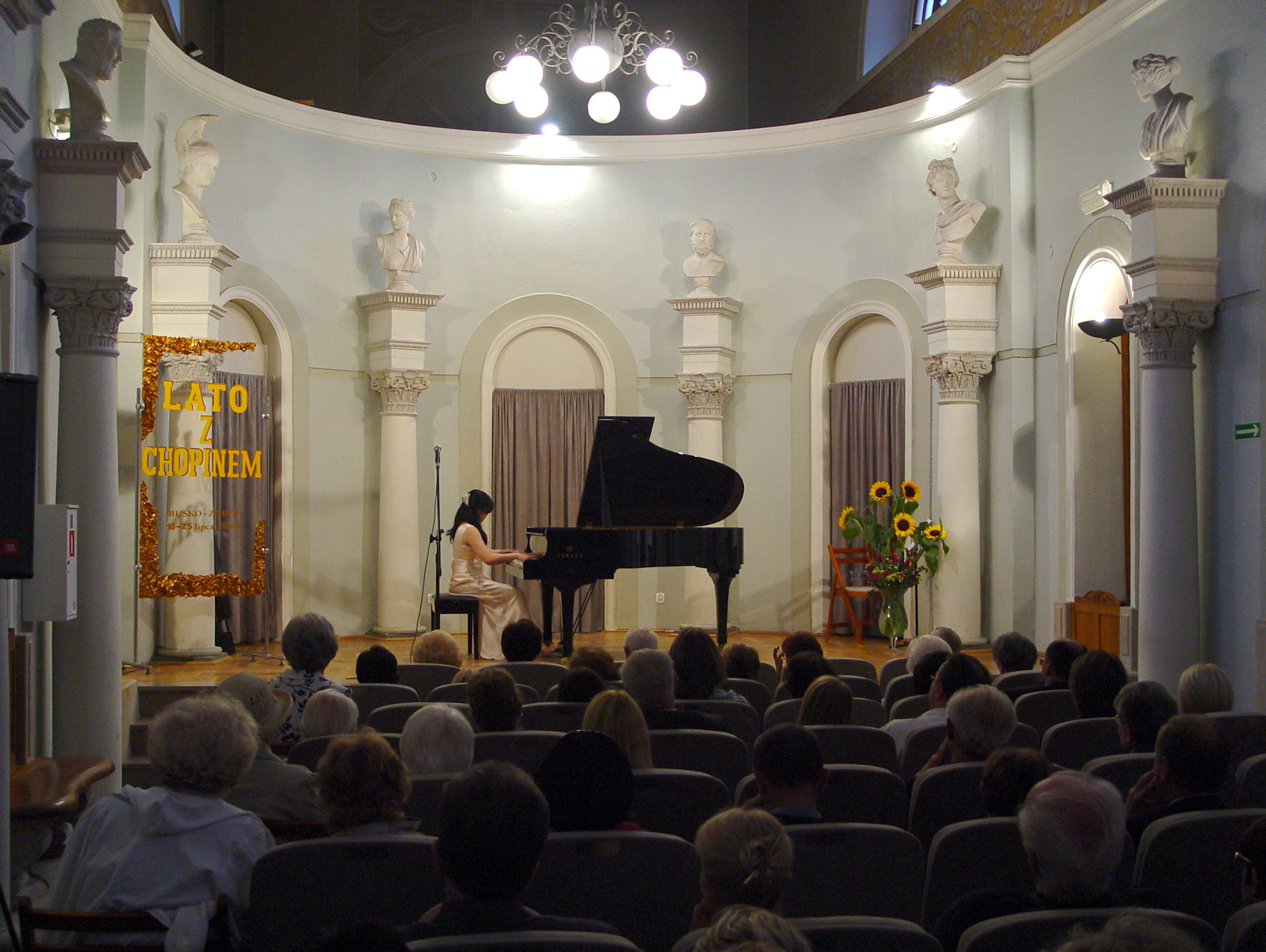
Mùa hè cùng Chopin lần thứ 14, ngày khai mạc, buổi biểu diễn của nghệ sĩ Nhật Bản Eri Iwamoto, ngày 16 tháng 7 năm 2008.

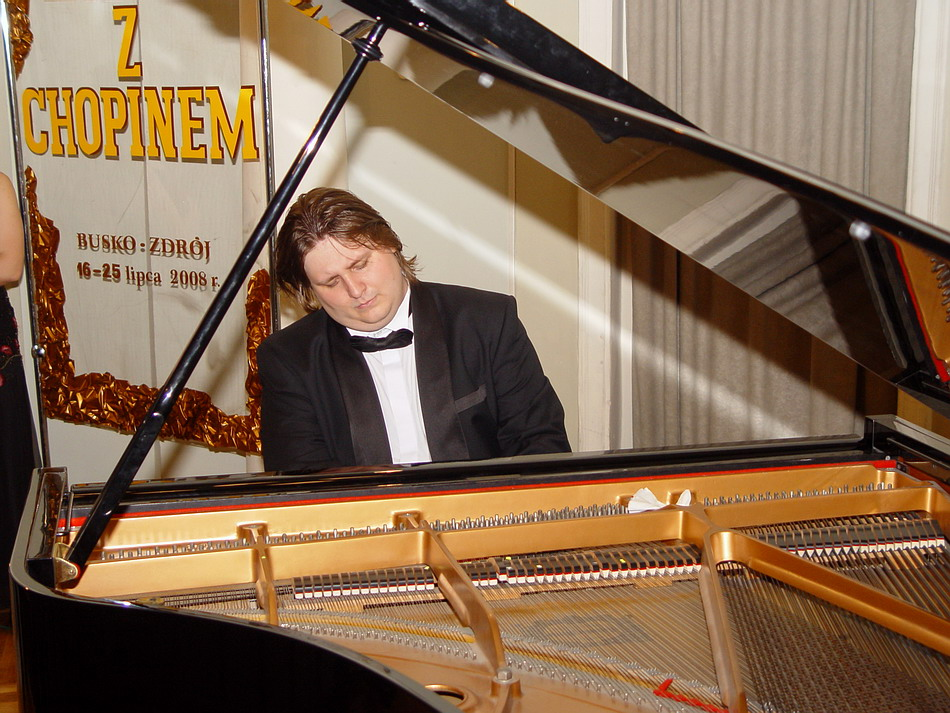
Mùa hè cùng Chopin lần thứ 14, ngày thứ hai, buổi biểu diễn của Krystian Tkaczewski (ngày 17 tháng 7 năm 2008)

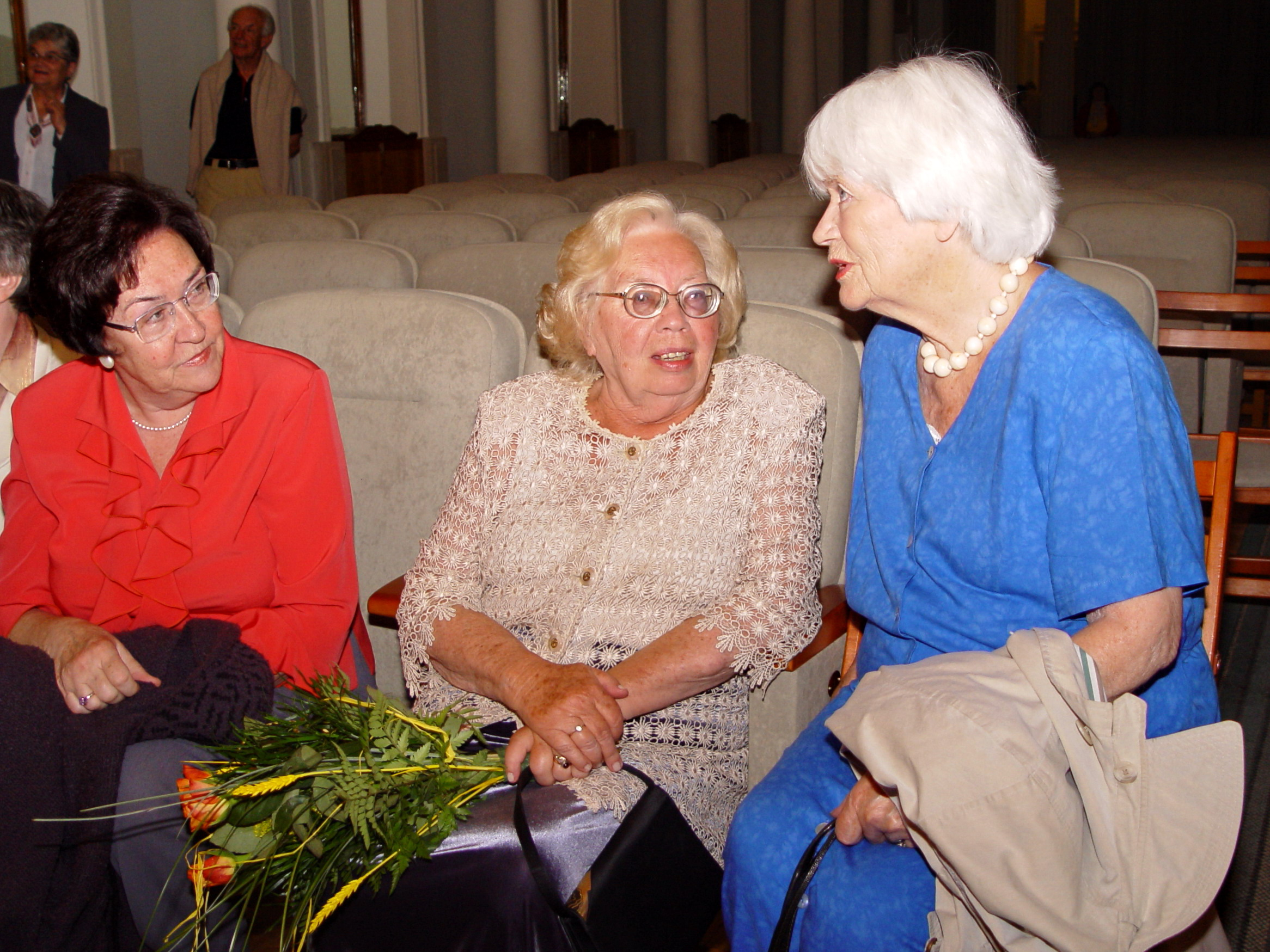
Mùa hè cùng Chopin lần thứ 14, ngày khai mạc (ngày 16 tháng 7 năm 2008)

Mùa hè cùng Chopin (tiếng Ba Lan: Lato z Chopinem) là lễ hội âm nhạc quốc tế theo chu kỳ diễn ra vào tháng 7 tại Busko-Zdrój. Lễ hội lần thứ 24 diễn ra vào ngày 18-27 tháng 7 năm 2018.

## Lễ hội
Người khởi xướng và tổ chức lễ hội là GS. Barbara Hesse-Bukowska, hợp tác với Trung tâm Văn hóa và Giáo dục Uzdrowiska Busko-Zdrój.
Không gian biểu diễn là Phòng hòa nhạc "Marconi". Ngoài các tác phẩm của Fryderyk Chopin, lễ hội còn trình diễn bản nhạc của các nhà soạn nhạc nổi tiếng như Wolfgang Amadeus Mozart, Ludwig van Beethoven, Karol Szymanowski.
Lễ hội quy tụ nhiều nghệ sĩ piano chủ yếu đến từ Ba Lan và Nhật Bản, ngoài ra còn có nghệ sĩ đến từ Thái Lan, Tây Ban Nha, Brazil, Belarus, Litva và Đức. Năm 2008, nghệ sĩ từ Kazakhstan và Hy Lạp lần đầu tham gia lễ hội. 
| Lần thứ | Thời gian                        | Chương trình |
| ------- | -------------------------------- | ------------ |
| XIV     | 16 tháng 7 - 25 tháng 7 năm 2008 |              |
| XV      | 20 tháng 7 - 29 tháng 7 năm 2009 |              |
| XVI     | 19 tháng 7 - 30 tháng 7 năm 2010 | [ 2 ]        |